# فرانچسکو پامبیانچی
فرانچسکو پامبیانچی (انگلیسی: Francesco Pambianchi؛ زادهٔ ۱۲ ژانویهٔ ۱۹۸۹) بازیکن فوتبال اهل ایتالیا است.
از باشگاه‌هایی که در آن بازی کرده‌است می‌توان به باشگاه فوتبال پارما، باشگاه فوتبال فوجا، باشگاه فوتبال یو. اس. پرگولیتزه، و باشگاه فوتبال اسپال اشاره کرد.
وی همچنین در تیم‌های ملی فوتبال زیر ۱۶ سال ایتالیا، جشنواره المپیک جوانان اروپا، زیر ۱۷ سال ایتالیا، زیر ۱۸ سال ایتالیا، زیر ۱۹ سال ایتالیا، و زیر ۲۰ سال ایتالیا بازی کرده‌است.